# 墨西哥中央集權主義共和國
墨西哥中央集权主义共和国（西班牙語：República Centralista de México），正式名称为墨西哥共和国（República Mexicana），是墨西哥保守派废除1824年联邦制宪法后于1835年10月23日建立的一个统一的單一制政权，其新宪法被称为七法。
墨西哥保守派認為，联邦时代的墨西哥政治混乱、叛乱頻發以及经济停滞，他們將原因歸咎於地方權力過大、非精英男子通过男性普选权参与政治制度以及联邦政府過於软弱。保守派精英认为，解决这一问题的办法是废除联邦制，建立一个中央集权政府。
墨西哥保守派的中央集權引起地方不滿，使得墨西哥各地試圖脫離墨西哥獨立，并发生了两次国际冲突：一次是墨西哥政府拒絕法國公民提出的经济賠償而引起的法墨糕点战争；另一次是美国吞并德克萨斯而引起的美墨戰爭。
1846年8月22日，1824年宪法恢复，中央集权政府終結，墨西哥第二聯邦共和國開始。